# Alfons III del Congo
Afonso III Mvemba a Nimi va ser governant del regne del Congo durant la Guerra Civil del Congo. Va ser manikongo de 1673 a 1674. Pertanyia al kanda Kimpanzu, dominava el marquesat de Nkondo i era un dels fills de Dona Suzana de Nóbrega de Lovota filla del rei Àlvar II del Congo, germana del rei Àlvar III del Congo qui esdevinguñé la matriarca del Kanda.
Va ocupar el tro a la mort de Rafael I del Congo. La seva esposa es deia Dona Monica. El seu regnat va ser breu i no es coneix amb precisió la data de sa mort.